# ألان غرين
ألان غرين (بالإنجليزية: Allan Green)‏ مواليد 20 سبتمبر 1979 في تلسا، أوكلاهوما، الولايات المتحدة، هو ملاكم أمريكي يصنف ضمن فئة وزن خفيف الثقيل.

## إحصائيات
خاض خلال مسيرته 39 نزالا، فاز في 33 وخسر في 6. فاز بالضربة القاضية في 22 نزالا.

## روابط خارجية
- ألان غرين على موقع بوكس ريك (الإنجليزية) (registration required)